# آن عشق کجاست؟
«آن عشق کجاست؟» (به انگلیسی: Where Is the Love?) تک‌آهنگی از بلک آید پیز، جاستین تیمبرلیک است که در سال ۲۰۰۳ میلادی منتشر شد.
این تک‌آهنگ در چارت‌های، ایرلند، نروژ، استرالیا، آلمان، دانمارک، سوئد، فلاندرز، سوئیس، نیوزلند، اتریش در رتبه اول و در چارت‌های، ایتالیا، جزو ده ترانه اول قرار گرفت.